# Ангмар
Ангмар (синд. Angmar) — в легендариуме Дж. Р. Р. Толкина — королевство в Средиземье, располагавшееся на северных отрогах Мглистых гор к северу от плато Эттенблат и к востоку от земель Арнора. Название «Ангмар» содержит корни эльфийских слов «железный» и «жилище». Столицей Ангмара являлась крепость Карн Дум. 
Первоначально территория Ангмара была населена орками, троллями, волками, племенами холмовиков (они жили также и в Рудауре) и несколькими кланами чёрных нуменорцев (предположительно, последние могли прийти с Королём-чародеем, так как северо-запад Средиземья тогда был вотчиной эльфов и Верных нуменорцев, а поселения предков чёрных нуменорцев были далеко на юге). Именно они и составили впоследствии армию владыки Ангмара.
С момента своего возникновения (около 1300 года Третьей эпохи) в течение почти 700 лет Ангмар вёл непрерывные войны с северными дунэдайн.
Под его натиском сравнительно быстро пали два из трёх княжеств дунэдайн: Рудаур (ещё раньше Рудаур стал тайным, а позже  и явным союзником Ангмара, в то время как Кардолан долго сопротивлялся в союзе с Форностом) (около 1400 года) и Кардолан (в 1409 году). Великая чума (1636—1637 годов), пришедшая с Востока практически полностью опустошила земли Кардолана. Артэдайн, как и Ангмар не так сильно пострадали от эпидемии, хотя им и пришлось на время прекратить активные боевые действия.
Уцелевшее княжество Артедайн (со столицей в Форносте) держалось ещё более пятисот лет, порой отбрасывая врага на восток и даже делая попытки возродить твердыню кардоланцев Тирн Готард, их поддерживали войска Имладриса, Линдона и Лориэна, а король Арафор вступил в союз с Ондогером Гондорским, чья дочь вышла за принца Арведуи. После пресечения Дома Анариона, Арведуи связался с Гондором через палантир и предъявил права на трон, как прямой потомок Элендила и зять последнего южного короля. Однако гондорские аристократы во главе с наместником отказали и передали корону талантливому полководцу Эарнилу. Арведуи, тем не менее, заключил союз с ним и оба пообещали помочь друг другу в случае войны, но Гондор ещё не был готов к войне на Севере, а Артэдайн не мог снять ни одного солдата с границы с Ангмаром. В 1973 году артедайнский князь Арведуи, находясь в отчаянном положении, отправил гонца в Гондор с просьбой о помощи и гондорцы стали собирать армию, но поход отложили из-за штормов. В декабре 1974 года Ангмар атаковал Форност и взял его после отчаянного сопротивления. Арведуи удалось бежать в Фородвайт, на берега Форохела, где его приютили лоссоты. Весной 1975 года из Линдона Арведуи был прислан эльфийский чёлн, но во время бури он перевернулся, и Арведуи погиб, а тем временем ангмарцы вышли к реке Лун, где укрепились эльфы Кирдана и уцелевшие артэдайнцы Аранарта.
Летом 1975 года к берегам Артедайна прибыл гондорский флот во главе с принцем Эарнуром. К нему присоединились эльфы Линдона и Имладриса во главе с Кирданом и Глорфинделом, а также остатки дунэдайн Артэдайна во главе с принцем Аранартом и отряд лучников-хоббитов из вассального Форносту Шира (все они погибли в сражении). В битве при Форносте войско Ангмара было наголову разбито: когда на равнине началась ожесточенная рукопашная схватка, из-за северных холмов прямо в тыл ангмарцам ударила свежая гондорская конница, и среди ангмарцев началась паника. Предводитель назгулов спасся бегством и больше не возвращался в Ангмар. Эарнур и Кирдан истребили всех орков и троллей к западу от Мглистых гор, а тех ангмарцев, что обитали по другую сторону хребта, уничтожили конники Эотеода, впоследствии известные как рохиррим. После этих событий королевство Ангмар более не упоминалось в хрониках. Но тень Ангмара лежала на землях Эриадора до падения Саурона, так как руины Арнора и Ангмара были населены выжившими орками, троллями и духами, с которыми бились Следопыты Севера.